# La isla del cangrejo
La isla del Cangrejo es una película de animación española dirigida por Txabi Basterretxea y Joxan Muñoz en el 2000. Es una producción íntegramente hecha en Euskadi y sus creadores son los mismos que los del cortometraje Tortolika eta Tronbon de 1998.
Se estrenó en la XI Semana de Cine Fantástico y de Terror de San Sebastián y fue galardonada con un premio Goya en 2001 a mejor película de animación.

## Argumento
Dimitri, capitán del barco "El Caín", es el único pirata que no sabe cantar y esto siempre le ha perseguido al igual que la reputación de su amigo ya fallecido Macaos. 
El Caín se va a encontrar inmerso en una gran aventura en donde encontrarán una esfera y un loro que los llevarán hasta el tesoro de Macaos, sin embargo lo que no sabían es que este estaba siendo custodiado por la hija del difunto, Loreley, que lo había escondido en la Esfinge aprovechando el pequeño tamaño de las monedas. 
Esta al sentirse amenazada por Dimitri escapa con el dinero llegando a la isla del Cangrejo donde es asaltada por Walker y sus secuaces, los cuales anteriormente habían tomado la isla apresando a las personas para convertirlos en esclavos. 
El capitán Dimitri y sus compañeros crean un plan para desarmar a Walker y se infiltran en la fortaleza. Por primera vez, gracias a su voz tan tormentosa, Dimitri consigue salvar a todos los esclavos, a sus amigos y a Loreley. Además, con la ayuda del loro que podía cambiar de tamaño tanto objetos como seres, el dinero no terminó en manos de Walker, el cual cayó al mar con toda su tripulación intentando huir de la isla.

## Personajes principales
- Dimitri: Pirata de complexión robusta, bastante bruto y muy torpe a la hora de caminar por su barco ya que siempre mete la pata de palo en los agujeros.
- Loreley: Es la hija huérfana de Macaos y una mujer negra. Es una pirata joven que se daba por muerta ya que su padre lo planeó todo para que no la encontraran junto con el dinero. Al final de la película termina enamorándose de Dimitri.
- Walker: Antagonista de la película. Es un hombre malévolo que tiene a toda la isla sometida y se aprovecha de ello para traficar con el mercado de esclavos.

## Voces
- Narrador: Alfredo Landa
- Dimitri: Juan Carlos Loriz
- Loreley: Maribel Legarreta
- Walker: José Mari Moscoso
- Ma: Isabel del Palacio
- Porto: Mañu Elizondo
- Loro: Íñigo Puignau

## Reconocimiento
- Ganadora de un premio Goya a mejor película de animación en 2001.[2]
- La película fue lanzada en DVD por Filmax Home Video.